# Roberto Rugerio Guerrero
Roberto Rugerio Guerrero (Puebla, México, 1972-23 de agosto de 2017), conocido como Roberto Rugerio, fue un artista y pedagogo que formó parte del llamado «Boom poblano» del arte en la década de 1990 y donde se incluían a figuras como Carlos Luna y Alberto Ibáñez Cerda.
Luego de una primera etapa donde la pintura estuvo al centro de su producción, Rugerio concentró sus esfuerzos en al arte conceptual, lo que hizo de él una figura destacada del arte contemporáneo de su estado natal.

## Trayectoria
Luego de realizar estudios en el Instituto de Artes Visuales del Estado de Puebla y de obtener un puesto como docente en esa misma institución, Rugerio ingresó a la Escuela Nacional de Pintura, Escultura y Grabado "La Esmeralda" de donde se tituló con la tesis «Orgánica, mapeando la naturaleza urbana», la cual constó de un libro de artista y la correspondiente reflexión y explicación del proceso creativo.
En 1996 fue becario de la Fundación Ludwig, de Cuba, mientras que en 1997, 2002 y 2006 fue beneficiario del Fondo estatal para la cultura y las artes de Puebla (Foescap).
Desde la década de 1990 su obra fue seleccionada en diversos certámenes como en el XIII Encuentro Nacional de Arte Joven (1993) de Aguascalientes; en la X Bienal Diego Rivera (2002) de Guanajuato, donde obtuvo mención honorífica; en el II Encuentro Estatal de Arte Contemporáneo de Puebla (2002), donde ganó un premio; en la V Bienal de Pintura y Grabado Alfredo Zalce (2005) del Museo de Arte Contemporáneo Alfredo Zalce de Morelia, Michoacán; y en la X Bienal Monterrey FEMSA (2012) del Museo de Arte Contemporáneo de Monterrey.
Participó en diversas ocasiones en la Bienal Puebla de los Ángeles de la Universidad Iberoamericana Puebla: en la cuarta edición (2003) obtuvo una mención en la categoría de arte-objeto por la pieza Por si las moscas, mientras que en la sexta (2007) obtuvo el premio principal.
En total, su obra ha sido parte de más de 70 exposiciones colectivas y 16 exposiciones individuales.
Su trabajo ha sido publicado en el calendario internacional Gedas North América, en Alemania, lo mismo que en revistas mexicanas como Tierra Adentro, Espacios, Cultura y Sociedad, y Origina.
En 2018, Capilla del Arte organizó la exposición retrospectiva De la materia a la idea donde se mostraron cerca de 100 piezas que daban cuenta de su trabajo entre 1997 y 2017, año de su muerte.

## Obra
La obra de Rugerio puede dividirse en dos etapas, con la primera de 1994 a 2001 enfocada en disciplinas más convencionales como la pintura, la escultura y la gráfica; y la segunda a partir de su ingreso a La Esmeralda, donde el estudio de la obra de Marcel Duchamp y del ready-made, así como de prácticas del arte vanguardista transformaron su producción.
Su trabajo pictórico en esa primera época se caracterizaba por un manejo del color y de la textura influenciado por el estilo de la escuela oaxaqueña de Rufino Tamayo, y donde predominaba la figuración abstracta y una mezcla de elementos de carácter prehispánico con trazos de la pintura modernista que se identifican con la obra de representantes de la Generación de la Ruptura como Lilia Carrillo, Gunther Gerzso, Manuel Felguérez y Francisco Toledo.
En lo que respecta a su segunda época, además del estudio de Duchamp, la obra de Rugerio denotaba la influencia de dos de sus maestros: Abraham Cruzvillegas y Luis Felipe Ortega, figuras claves del arte mexicano contemporáneo de la década de 1990. De este periodo puede mencionarse su pieza Secador de botellas (2011) que alude en el título e idea básica a la obra del mismo nombre de Duchamp, mientras que en la elección de objetos y materiales de construcción usados encontraba una relación con «Autoconstruido», una de las series más emblemáticas de Cruzvillegas.
Sin reivindicarse como artivista, en esta nueva etapa de producción empezó a imprimir una aproximación ecológica al momento de crear piezas sobre el territorio urbano. Aparecía igualmente una preocupación por registrar -muchas veces a través de bitácoras- los elementos intrascendentes que generaba en su vida cotidiana o en sus recorridos por la ciudad.

Caminar me permite desplazarme y relacionarme con el espacio y aquello que me interesa, me da pauta para la producciónm recolección, acumulación, intervención y apropiación, procesos para elaborar enunciados o piezas visuales. Con la observación noto la extrañeza, las marcas, líneas y distancias, lo mal puesto que no está connotado al espacio y pasa desapercibido para el ojo común.

Este vínculo entre su proceso creativo y el recorrer y observar el paisaje urbano lo explicaba en su tesis de La Esmeralda aludiendo a la dérive o deriva como la entendía el grupo de la Internacional Situacionista.